# Jehan Titelouze
Jehan Titelouze [Jean Titelouze], né à Saint-Omer vers 1563, mort à Rouen le 24 octobre 1633, est un organiste et compositeur français du début de la période baroque. Il est considéré comme le fondateur de l’école française d’orgue et a passé l’essentiel de sa carrière comme organiste et chanoine de la cathédrale Notre-Dame de Rouen. Il passe pour être un des organistes les plus talentueux de son temps, improvisateur doué, expert en facture d'orgues, poète à ses heures et en relation avec les théoriciens de son temps.

## Biographie

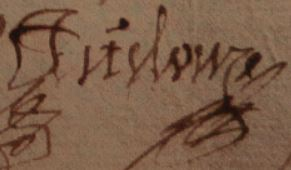
Signature de Jean Titelouze, 1623.

### Saint-Omer
La famille de Titelouze peut être retracée à Saint-Omer à partir de la fin du XVe siècle. Le premier Titelouze identifié est Guillaume [Guillemin] « Tithelouze », bourgeois de Saint-Omer, déjà mort en 1513. On trouve en 1523 un Michel [Micquiel] Titelouze, barbier et chirurgien de son état, mort en 1553, qui eut deux fils, Lambert (lui-même père de Nicolas, sergent au bailliage de Saint-Omer et ménétrier, et de Loys, arpenteur) et Benoît (guetteur et ménétrier de la ville et plus tard poissonnier), ainsi qu’une fille. Les actes indiquent que Jehan est fils de Benoît et petit-fils de Michel, et probablement arrière petit-fils de Guillaume. Contrairement à ce qui a été parfois écrit, il n’y a aucune preuve que la famille ait eu des ascendances anglaises ni irlandaises.
Jehan Titelouze naît vers 1563 dans la maison familiale de la rue du Change. Fils et neveu de ménétrier, il a probablement été initié à la musique par sa famille, mais le détail de son éducation musicale n’est pas connu. Il a pu être éduqué dans l’important collège des Jésuites de Saint-Omer, fondé en 1566, ou dans le collège des Bons-Enfants ; peut-être a-t-il été enfant de chœur d’une des églises de cette ville ? Il aurait pu apprendre l’orgue auprès d’Adrien Herlin, organiste de la cathédrale, ou de Charles Brouart, organiste de Sainte-Aldegonde, deux églises situées à proximité de son domicile. Mais sur tous ces points, les documents manquent. On sait seulement qu’il embrasse la prêtrise, peut-être après des études de théologie au collège Saint-Bertin, et qu’en 1585, il est un des quatre organistes remplaçants à la cathédrale de Saint-Omer, après le départ d’Adrien Balle ; c’est peut-être la nomination de Liévin Baes à la place d’Adrien Balle qui le décide à partir pour Rouen.

### Rouen
Sa carrière rouennaise commence à l’ancienne église Saint-Jean, où il est engagé comme organiste en 1585. Il reçoit là 60 livres tournois (lt) de gages en 1585, et jusqu' à 70 lt en 1589. Bien qu’engagé à la cathédrale Notre-Dame-de-Saint-Omer dès 1588, il assure  un double service jusqu’en 1589, remplacé cette année-là par Jaspar Petit, et garde longtemps le contact avec cette église : il lui fournit en 1600 des livres de musique apportés de Paris et expertise en 1603 les réparations de l’orgue faites par le facteur Crespin Carlier.
Le décès de l’organiste François Josseline survenant le 13 avril 1588, Titelouze est nommé organiste de la cathédrale Notre-Dame de Rouen deux jours après. Les archives capitulaires de la cathédrale et les comptes de la fabrique révèlent une suite continue de reçus de ses gages annuels entre 1589 et 1631, d’où il ressort que ceux-ci passent graduellement de 30 écus (soit 90 lt) en 1590 ou 80 lt en 1596 jusqu’à 120 lt de 1599 à 1631.
Comme souvent dans ce genre d’emploi, Titelouze est appelé à jouer dans des occasions particulières, comme pour le jour de la fête de saint Étienne à Saint-Étienne-la-Grande-Église (une église paroissiale sise dans une des chapelles de la cathédrale), pour 15 sols 6 deniers, ou encore en 1603 lorsqu’il joue, contre 9 livres tournois de rétribution, les orgues de l’église Saint-Michel de Rouen depuis le jour saint Michel jusqu'à la Toussaint (du 29 septembre au 1er novembre).
Le 3 août 1604, il obtient l’enregistrement par le bureau des finances de Rouen des lettres de naturalité qui lui avaient été octroyées le 24 janvier 1595 et qui empêcheront donc le roi d’exercer son droit d’aubaine sur ses biens à son décès.
Il reçoit enfin plusieurs dignités ecclésiastiques : le 2 avril 1610 il obtient du grand vicaire de l’archevêque de Rouen les lettres patentes qui le font chanoine prébendé de Baillolet. Cette prébende lui rapporte, en 1611, 107 lt 4 sols et cette fonction lui permet de signer les comptes annuels de la fabrique, ce qui s’observe de 1611 à 1626. Il jouit d’une maison canoniale, qui subit des réparations en 1629 et il est à l’occasion délégué pour représenter le chapitre, comme lors des États provinciaux de 1617. Le 29 juin 1610, il reçoit encore la cure de Londinières, vacante par le décès de Louis Duval.
Connu bien au-delà de Rouen, Titelouze est parfois sollicité pour donner son avis sur tel ou tel organiste. Ainsi, au décès de Toussaint Le Febvre, l’organiste de Saint-Maclou de Rouen, il recommande Jacques Le Febvre pour son successeur en janvier 1616.

### Poète, théoricien et expert en facture d’orgues
Outre son activité de compositeur et organiste, il arrive que Titelouze s’essaye à la poésie. Il est l’auteur de deux Chants royaux récompensés à l’Académie des Palinods de Rouen, en 1613 et 1630. Le chant de 1613 est publié dans les Œuvres poétiques sur le subject de la conception de la très sainte Vierge Marie, Mère de Dieu, composées par divers auteurs, recueillies par Adrien Bocage (Rouen : Robert Feron ou Guillaume de La Mare, 1615). Le second existe dans un manuscrit de la Bibliothèque de Rouen. Ces deux pièces obéissent à la règle poétique des palinods, dans lesquels le même vers doit figurer à la fin de chaque strophe. En 1613, la pièce est un éloge de l’orgue, où le vers répété est D’un sourd métail une grande harmonie ; en 1630 c’est un éloge des proportions numériques appliquées à la géométrie, à l’astronomie et à la musique, avec comme vers répété Le nombre seul d’une valeur parfaite.
Il apparaît aussi, d’après les pièces liminaires de son recueil de Cantiques de 1626, que Titelouze était en contact avec des poètes normands et notamment le groupe littéraire des Illustres Bergers, placé sous la houlette de Louis Mauduit, fils de Jacques Mauduit. Cet engagement dans la poésie lui valut d’être élu Prince des Palinods pour 1633, mais la mort l’empêcha d’assumer ce rôle.
Titelouze s’intéresse aussi à la théorie de la musique et fait partie des correspondants du Père Marin Mersenne. La correspondance retrouvée du savant Minime contient sept lettres à lui adressées par Titelouze, dans la période 1622- 1633. Les sujets traités sont divers : les modes, les intervalles et le tempérament, l’acoustique, la notation, la mise en place du texte comme les procédés compositionnels. Des passages de ces lettres révèlent aussi des maladies passagères comme des projets de voyages à Paris, annoncés en novembre 1624, décembre 1625 (probablement pour préparer l’édition des messes et des cantiques de 1626) et janvier 1630. Il apparaît être en contact avec Louis Mauduit, qui est parfois son intermédiaire entre Paris et Rouen. La dernière lettre de Titelouze à Mersenne, du 6 janvier 1633, fait mention d’un voyage à Paris et il s’excuse de n’avoir pas eu le temps de rendre visite à Mersenne :
"Je fus marry en passant à Paris, que je n'eux le loisir de vous aller voir. La compagnie de notre voiage me pressa si fort que je ne vis que M. Fremart, M. de La Barre et le Sr Ballard, environ une heure et non plus. Il me dit qu'il se preparoit pour mettre sous la presse le livre du Sr de Cousu ; vous le voirez des premiers. Je voudrois bien sçavoir vostre opinion touchant sa table".
Si les lettres de Mersenne à Titelouze sont perdues, on peut relever deux mentions intéressantes de lui dans son Harmonie universelle :
- L'on peut aussi diuiser le ton en 3 parties égales, comme avoit fait Titelouze dans une epinette particulière qu'il m'a fait oüir[25].
- Or le battant de [la plus grosse cloche de Notre-Dame] de Rouen est de 710 livres, et sa circonference prise au bord a trente pieds, c'est-à-dire qu'elle a dix pieds en diametre, si l'on croit à celuy qui a escrit les Antiquitez de Roüen: mais si l'on aime mieux suivre la vérité de l'experience que j'en ay faite en presence du sieur Titelouze, Chanoine et Organiste de la mesme Église, son diametre n'a que huit pieds et 1/3 ou environ[26].

On ne connaît toutefois pas d’écrit théorique de Titelouze. Comme il le dit lui-même à Mersenne :
"Pour ce que vous desirez voir de moy, je n'escris point de la théorie ; je vous en laisse la plume qui ne cede à nul autre. Et pour quelque chose de la pratique j'ay quelques pièces qui pourront voir le jour, si le Sieur Ballard veut. Je luy laisserois achever ce qu'il a entrepris, et puis les œuvres aussi du Sr Molinié. Après cela je vous iray voir pour en recevoir votre bon advis ; c'est quelque chose hors du commun.".
Titelouze est aussi un expert en facture d’orgues. On suppose qu’il a été sensibilisé à la facture par le facteur Pierre Isoré, neveu du facteur Louis de Halen, de Saint-Omer, ou par Crespin Carlier, facteur très actif dans les Pays-Bas espagnols puis en Normandie, avec qui Titelouze aura des relations suivies. À plusieurs reprises il est sollicité pour donner son avis ou son accord sur des devis, des réparations ou des orgues neufs, parfois assez éloignés de Rouen, comme ceux d’Amiens et de Poitiers.
- En 1588, il visite avec le maître Corneille, organiste de Saint-Michel de Rouen, les orgues de Notre-Dame-de-la-Ronde de Rouen, avec Me. Le Fèvre, Léonart de Clèves, et Quentin Hugier, pour expertiser le travail du facteur Nicolas Barbier[29].
- En 1597, il reçoit 30 sous pour avoir préparé un devis de réparation des orgues de l’église paroissiale de Saint-Michel de Rouen, et 60 sous encore pour avoir vérifié la bonne exécution des travaux[30].
- En 1602, il choisit le facteur Crespin Carlier pour faire réparer l’orgue de Saint-Michel de Rouen, y faire ajouter un jeu de cornet[14]
- Vers 1604, il est consulté comme expert pour le renouvellement de l'orgue de la basilique Saint-Denis.
- En 1613, il est désigné par le chapitre de la cathédrale de Poitiers comme expert pour la réception de l'orgue réparé par Crespin Carlier. L'expertise eut lieu le 27 avril 1613[31].
- En 1622, il est sollicité pour l’expertise de l’orgue de Néville (Seine-Maritime) mais se fait remplacer par Jolliet, organiste à Chartres.
- Le 23 juin 1623, il signe avec Henri Frémart et Jean de Bournonville l’expertise de réception de l’orgue de la cathédrale d’Amiens[32].
- En 1628-1629, il reçoit 30 lt d’appointements et 7 lt 12 sous de frais pour l’expertise des orgues de Notre-Dame d’Eu[33].
- En 1632 enfin, il prépare le devis de construction des orgues de l’église Saint-Godard de Rouen, en préparation du marché passé avec le facteur Guillaume Lesselier, acte dans lequel il est qualifié « l’un des plus habiles organistes de France. »[34].

On considère qu’il a influencé les facteurs normands en promouvant l’usage d’un orgue fait selon son désir : à deux claviers et grand pédalier, inspiré quant à la composition des orgues flamands mais possédant déjà des jeux qui annoncent la facture française baroque.

### Dernières années
Tout l’œuvre connu de Titelouze est publié entre 1623 et 1626, lorsqu’il est déjà dans la soixantaine. Il gagne encore un prix au Palinods de Rouen en 1630 ; le 2 août 1631, jour de la Saint-Louis, il participe à la consécration de la nouvelle église du collège des Jésuites. Il organise enfin, à la Sainte-Cécile 1631, le puy de musique habituellement célébré en cette occasion, en faisant construire quatre théâtres dans la nef de la cathédrale, pour que « la musique soit plus harmonieuse, et les instrumens plus intelligibles ». Peut-être cet aménagement était-il préparé pour exécuter de la musique polychorale ?
Le 21 janvier 1633, probablement déjà affaibli, Titelouze prie le chapitre de lui accorder une augmentation de gages pour qu’il puisse instruire un jeune organiste qui le remplace en son absence. Il obtient la remise de 86 lt du loyer annuel de sa maison canoniale mais ne peut pas mener cet engagement très longtemps : il rédige un premier testament le 29 avril 1633 puis le complète le 24 octobre 1633 et meurt le même jour. Son décès est mentionné sur les registres de l’église Saint-Nicolas mais il est enterré dans la cathédrale.
"Le lendemain de la feste de St-Romaing lundy vingt-quatrième jour dudit mois d’octobre audit an [1633] à midy est decedé en la foy et religion catholique apostolique et romaine noble et discrete personne M. Jean Titelouse prestre chanoine et organiste en l’église cathédrale notre dame de cette ville de Rouen aagé de soixante onze ans ou environ ayant reçu le jour précédent les SS. sacrements de l’église à luy administrés par le sieur vicaire de cette parroisse, et faict testament ledit jour de lundy passé devant les tabellions dudit Rouen par lequel entrautres choses il a laissé à cette église la somme de sept cens livres Et a esté inhumé le jour suivant mardi vingt cinq dudit mois en ladite église notre dame devant et proche l’autel de Ste Cecille soubs le crucifix y conduit par le clergé de cette parroisse, Le premier service faict et celebré en ladite Église le jeudy vingt sept. et le second service en l’Église de ceans le vendredy feste de St Symon St Just vingt huict jour du mesme mois et an".
Outre quelques legs en argent à des églises, des couvents ou des particuliers, le testament prévoit que le facteur d’orgue Guillaume Lesselier recevra son orgue organisé, et Blaise Bretel, organiste de Saint-Vincent, 500 lt et sa collection de musique. Celui-ci reçoit plus tard 40 lt de la fabrique de Notre-Dame pour les quatre derniers mois de service qui lui restaient dus. Ses deux exécuteurs testamentaires sont le chanoine de Mathan, archidiacre du Vexin normand, et Daniel de La Place de Fumechon, conseiller au Parlement et président en la chambre des comptes de Rouen. Son épitaphe est rédigée par Pierre de La Place de Fumechon, chanoine de l’église Notre-Dame de Rouen (auquel il avait résigné, en 1629, sa prébende de Baillolet) et, celle-ci après avoir été approuvée par le chapitre, peut être gravée sur sa tombe.

## Œuvres

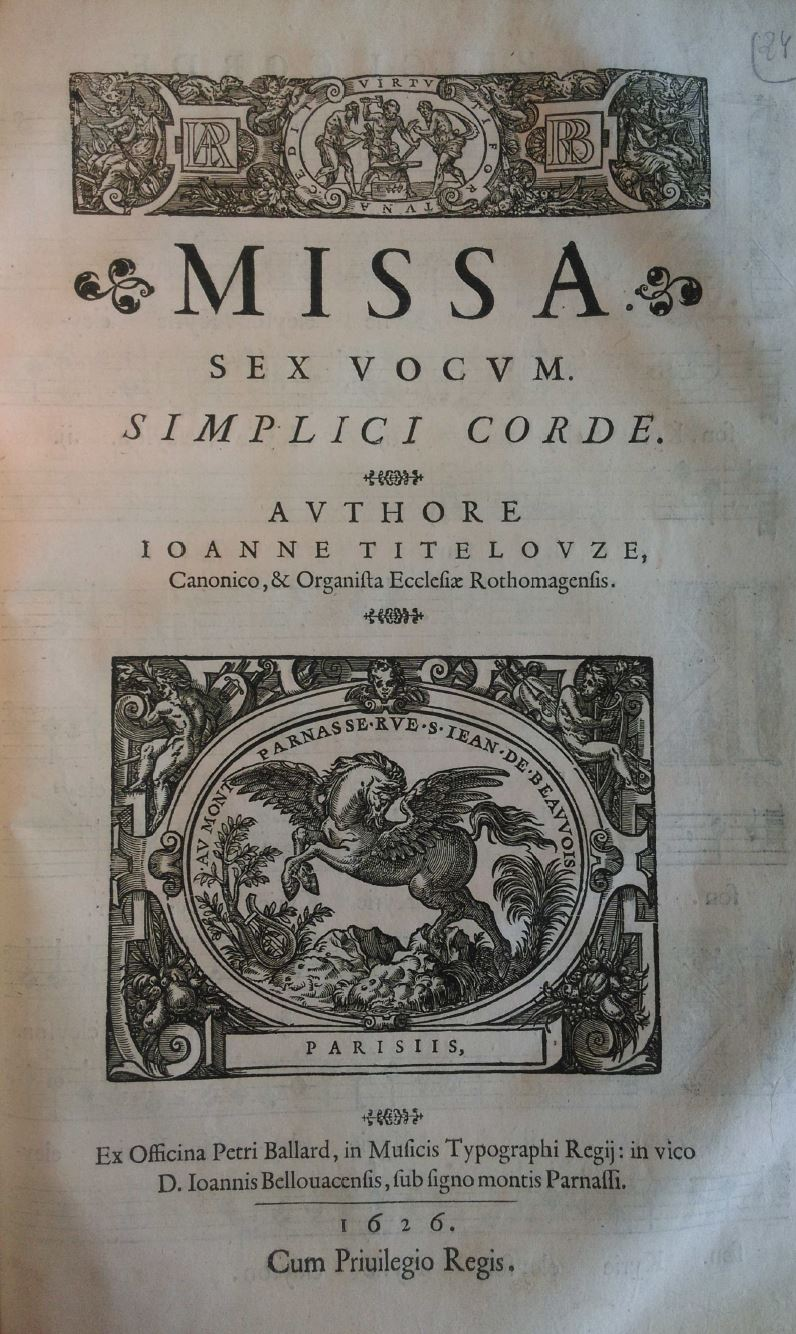
Titre de la messe Simplici corde (Paris, 1626). Paris ICP.

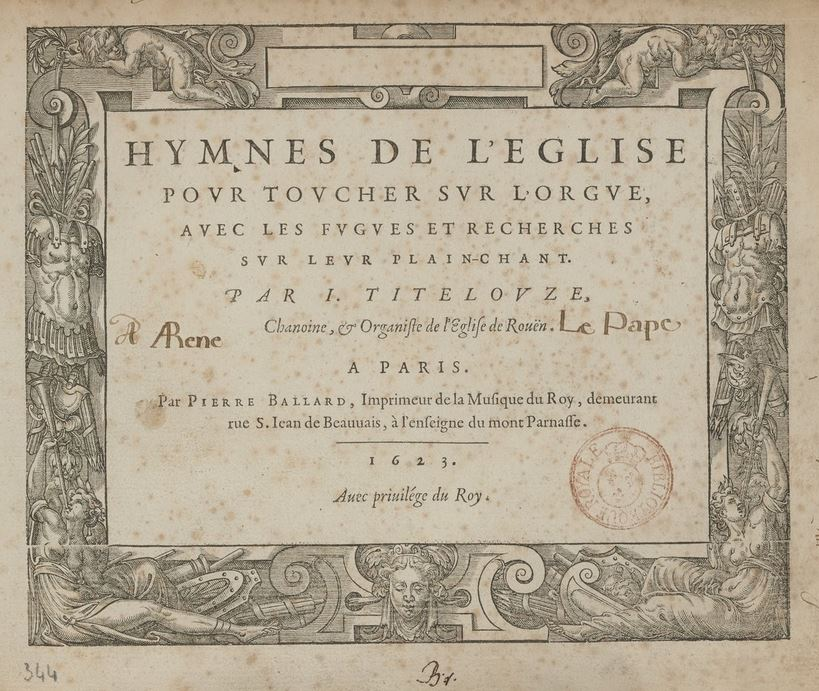
Titre des Hymes (Paris, 1623). Paris BNF.

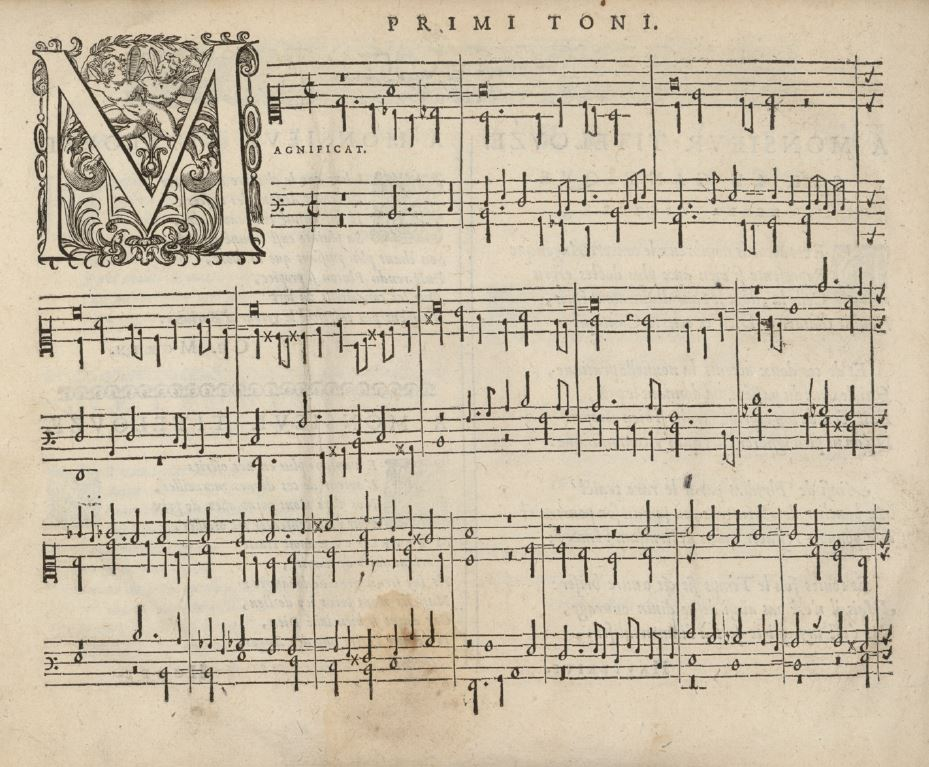
Le début du Magnificat primi toni de Titelouze (Paris, 1626). Paris BSG.

### Messes
Les quatre messes de Titelouze ont été découvertes à l’automne 2016 dans un recueil de messes conservé à Paris. Ces messes étaient déjà connues d’après plusieurs mentions anciennes mais seuls les titres de deux d’entre elles étaient identifiés : la messe In Ecclesia à 4 voix et la Missa Votiva à 6 voix.
- Missa quatuor vocum. In ecclesia. Paris : Pierre I Ballard, 1626. 2°, 12 f. Guillo 2016, Guillo 2003 no 1626-G. Édition par Jean-Yves Haymoz chez La Sinfonie d'Orphée, 2017.
- Missa quatuor vocum. Votiva. Paris : Pierre I Ballard, 1626. 2°, 12 f. Guillo 2016, Guillo 2003 no 1626-H. Édition par Jean-Yves Haymoz chez La Sinfonie d'Orphée, 2018.
- Missa sex vocum. Cantate. Paris : Pierre I Ballard, 1626. 2°, 18 f. Guillo 2016, Guillo 2003 no 1626-I. Édition par Jean-Yves Haymoz chez La Sinfonie d'Orphée, 2017.
- Missa sex vocum. Simplici corde. Paris : Pierre I Ballard, 1626. 2°, 16 f. Guillo 2016, Guillo 2003 no 1626-J (nouvelle notice). Édition par Jean-Yves Haymoz chez La Sinfonie d'Orphée, 2018.

Le découpage du texte est identique dans les quatre œuvres : [KYRIE] Kyrie - Christe - Kyrie ; [GLORIA] Et in terra pax - Qui tollis ; [CREDO] Patrem omnipotentem - Et incarnatus est - Crucifixus - Et in spiritum ; [SANCTUS] Sanctus - Osanna ; [BENEDICTUS] Benedictus ; [AGNUS] Agnus Dei. Les pièces dont l’effectif est parfois réduit par rapport à l’effectif nominal à 4 v. ou 6 v. sont le Christe, le Crucifixus et le Benedictus. Les messes sont écrites avec une belle variété de style. La messe In ecclesia à 4 v. reprend un style très imitatif, comparable à celui de Bournonville ou de Frémart, avec quelques passages en écriture homophonique, et des sections ternaires. Les trois autres messes utilisent une écriture plus souple, plus italianisante, avec de nombreux mélismes et sans se soumettre à des imitations strictes. Des sections en imitation par mouvement contraire (premier Kyrie de la messe In ecclesia, Sanctus de la messe Simplici corde) révèlent le goût du compositeur pour le jeu contrapuntique.

### Pièces pour orgue
Les œuvres pour orgue de Titelouze imprimées en 1623 et 1626 sont les pierres de fondation de l’école française de l’orgue, tant par leur qualité intrinsèque que par leur isolement : les dernières pièces d’orgue publiées en France l’avaient été en 1530 et 1531 par Pierre Attaingnant et les suivantes ne paraissent pas avant les années 1660 (François Roberday). Les organistes improvisaient le plus souvent, sur les motifs de plain-chant. L'écriture de ces pièces se fonde sur la pratique alternatim (les « versets alternés ») : un verset chanté par le chœur, un verset à l’orgue joué ou écrit sur le même plain-chant. Titelouze y emploie des motifs fugués (dits aussi recherches, ou ricercare), des basses en notes longues sur lesquelles se déploie une polyphonie florissante et parfois un peu rêche à nos oreilles, à l’écriture encore modale, bien convenable aux tempéraments inégaux et aux jeux bien timbrés, qui révèle un talent de compositeur affirmé et sûr.
Ces pièces pour orgues de Titelouze sont les premières partitions de ce type imprimées en France ; elles constituent une performance technique tant la composition typographique est complexe. Les préfaces de ces volumes mentionnent des avancées dans la facture d’orgue, quelques aspects théoriques et pratiques du jeu et l’usage de sa musique dans la liturgie.
- Hymnes de l'église pour toucher sur l'orgue, avec les fugues et recherches sur leur plain-chant. Paris : Pierre I Ballard, 1623. 4° obl. Guillo 2003 no 1623-K, RISM T 843. Quelques exemplaires portent la date 1624. Numérisé sur Gallica. Fac-similé : Genève, Minkoff, 1988. Fac-similé Jean-Marc Fuzeau, 1992. Restitution par Alexandre Guilmant dans Archives des Maîtres de l'orgue des XVIe, XVIIe et XVIIIe siècles, I (1897-1898). Restitution par N. Dufourcq : Paris, Bornemann, 1966.

Dédicace à Nicolas de Verdun, premier président du Parlement de Paris, et chancelier du duc d’Orléans. Suivent une préface de l'auteur au lecteur, qui traite du tempérament et du jeu de l'orgue, et quelques pièces de vers de Saint-Amant, Pierre Bardin, De Lastre et J. Masset. Contient 12 hymnes à 4 voix (avec quelques versets à 3), avec chacun 3 ou 4 versets. Ceux-ci sont traités de deux manières : le plain-chant est soit traité comme un cantus firmus (en général placé à la partie de basse mais pas toujours), soit comme thème d’une fugue plus ou moins développée. Il existe aussi des canons sur cantus firmus (comme le 3e verset du Veni creator ou le même de l’Ave maris stella), procédé d’écriture très habile :
1. Ad cænam agni providi
2. Veni Creator Spiritus
3. Pange lingua gloriosi
4. Ut queant laxis
5. Ave Maris Stella
6. Conditor alme siderum
7. A solis ortus cardine
8. Exultet cælum laudibus
9. Annue Christe sæculorum
10. Sanctorum meritis
11. Iste confessor
12. Urbs Jerusalem beata

- Le Magnificat, ou cantique de la Vierge, pour toucher sur l'orgue suivant les 8 tons de l'Église. Paris : Pierre I Ballard, 1626. 4° obl. Guillo 2003 no 1626-F, RISM T 844. Numérisé sur Internet Archive. Fac-similé : Genève, Minkoff, 1988. Fac-similé Jean-Marc Fuzeau, 1992. Restitution par Alexandre Guilmant dans Archives des Maîtres de l'orgue des XVIe, XVIIe et XVIIIe siècles, I (1897-1898)

Préface de l'auteur, relative aux modes et aux finales des magnificats. Suivent des pièces de vers de Nicolas Frenicle, Germain Habert, Pierre Habert, J. Villeneuve, De Lastre, Hauterive, Ch. Morin et Hodey. Contient 8 magnificats de 7 versets chacun (les versets impairs), avec une version alternative du verset Deposuit potentes. Le premier verset cite parfois le plain-chant du Magnificat, les autres versets sont tous fugués en reprenant le thème du Magnificat dans le ton considéré.

### Autres œuvres
Il y eut sans doute d’autres œuvres sorties de la plume de Titelouze, puisqu’il écrit le 7 janvier 1633 à Mersenne :
"J'ay quelques pièces qui pourront voir le jour, si le sieur Ballard veut. Je vous iray voir pour en recevoir votre bon advis, c'est quelque chose hors du commun".
Mais rien d’autre n’a paru, et on ne connaît aucun manuscrit de ses œuvres.

## Élèves et réception
Trois élèves de Titelouze sont identifiés : 
- Jacques Fréret, ancien enfant de chœur de la cathédrale de Coutances, et en 1606 maître des enfants de chœur et organiste de cette cathédrale, part en 1607 à Rouen pour se perfectionner auprès de Titelouze[48].
- Antoine Le Roy, chanoine et organiste de la cathédrale de Saint-Omer entre 1615 et 1650. Vainqueur du concours du 26 avril 1634 pour remplacer Titelouze à Rouen, il renonce en fait au poste et retourne à Saint-Omer...
- Jean Van der Elst, religieux augustin de Gand, organiste et peut-être aussi facteur, auteur d’une méthode de musique publiée en 1657 dans laquelle il reproduit une portée extraite des Hymnes de Titelouze de 1624.

Comme on l’a vu, Titelouze s’était déplacé plusieurs fois à Paris et avait fréquenté plusieurs des meilleurs musiciens de son temps. Il est cité par Michel de Marolles dans son Discours de l’excellence de la ville de Paris (1677) :
"L'épinette & les orgues ont été ravissantes sous la main des sieurs de la Barre, Chantelouse [Titelouze], Charbonnière (Chambonnières), Henry Du Mont & Monar".
L’organiste Nicolas Gigault, dans son livre de 1685, fait explicitement référence à Titelouze dans sa préface :
"Je donne... un Pange ligua à trois, en diminution, et une autre à quatre en forme de canon, tantost à la quinte ou à la quarte ou à l’octave, avec une fugue à son imitation dont les vers sont fuguez à la manière de feu Monsieur Titelouze".
Vers 1720, le compositeur et théoricien Sébastien de Brossard le loue dans les commentaires du catalogue de sa collection :
"Il dit dans l'épître dedicatoire qu'il ne luy presente qu'un petit livre de musique, tel pourtant que l'on n'en a point encor imprimé en France de son espece, et il a bien raison tant pour la singularité, la netteté et la beauté des characteres, que par la profondeur de la science qui y est enfermée...".
En 1942, l'organiste et compositeur Marcel Dupré (né à Rouen) lui rend hommage dans son recueil pour orgue Le Tombeau de Titelouze, op. 38.

## Discographie sélective
- Pour une cathédrale : messe, hymnes & motets de Titelouze, Frémart, Aux-Cousteaux. Ensemble Les Meslanges, dir. Thomas Van Essen, François Menissier, orgue. 1 CD Psalmus, 2016.
- The complete organ works of Jehan Titelouze, hymn and magnificat settings. Robert Battes, organist, 1630 organ of Saint-Michel in Bolbec, France. 3 CD Loft, LRCD-1120-1122, 2014.
- Les douze Hymnes de l'Église pour toucher à l'orgue, avec les fugues et recherches sur leur plaint chant. Par Yves-G. Préfontaine, à l’orgue Julien Tribuot de 1699, St-Martin de Seurre (Bourgogne) ; avec les Chantres du Roy (2 CD 2CD ATMA classique ACD22558, 2008).
- Preces ecclesiasticæ de Du Caurroy, par l’Ensemble Carmina sacra, et Hymnes et Magnificats de Titelouze, par Serge Schoonbrodt, orgue. 1 CD M10 Musidisc, 2001.
- Hymnes et magnificats de Jean Titelouze. Jean-Charles Ablitzer, orgue historique de Saint-Miliau. 1 CD Harmonic Records, H/CD 9037, 1990.
- Les messes retrouvées : Missa Cantate, Missa in ecclesia, Hymne, Magnificat et pièce d'orgue, Les Meslanges, dir. Thomas Van Essen- 1 CD Paraty 2017. Diapason d'or.

## Partitions libres
- Les œuvres complètes de J. Titelouze dans l'édition d'Alexandre Guilmant de 1897 (dans l'International Music Score Library Project : IMSLP).
- Partitions et fichiers midi du domaine public ou sous licence Creative Commons de Jehan Titelouze dans Mutopia Project

## Écoutes
- Hymne Veni Creator, par Tobias Horn à l'orgue de la Bergkirche St. Michael à Büsingen, sur YouTube.
- Hymne Conditor alme siderum par Cor de Jong à l'orgue de la Heilige Lodewijk à Leyde, sur YouTube.
- Hymne Urbs Jerusalem, 3e verset, fugué, à l’orgue Parisot de Notre-Dame de Guibray, sur YouTube.
- Hymnes Exultet coelum, Pange lingua, Veni Creator, Ave Maris Stella et Magnificat du 6e ton, par Michel Chapuis à l'orgue Kern de Saint-Séverin à Paris (1964), sur YouTube.
- Magnificat du 6e ton, avec plain chant alterné, par la Schola Cantorum Minorum Chosoviensis, sur YouTube.
- Le même, Adrien Pièce à l’orgue Felsberg-Tricoteaux de Saint-Gervais de Genève, sur YouTube.
- Magnificat du 7e ton, avec plain chant alterné, Saint-Austin Catholic Parish et Eric Mellenbruch, sur YouTube.
- Magnificat du 8e ton, avec plain chant alterné, Chœur de chambre Sinfonietta et Jean-Luc Perrot à l'orgue Alain Sals de Saint-Genest-Lerpt (Loire), sur YouTube.